# パン屋の1ダース
パン屋の1ダース（パンやの1ダース、 Baker's dozen）とは数量の単位で、13を表す英語表現。この言い回しはイギリスのほうが普及しており、アメリカ合衆国では普遍的とは言い難い。
1260年代にイギリスで公布された『パンとビールの公定価格法』が原因となって生まれ、使用されるようになったと考えられているが、これには反論もある。

## 歴史
13世紀のイギリスでは、パン屋がパンの重さをごまかして売っているという噂が流れた。
これを受けて、1266年（1262年説もある）にヘンリー3世が公布した法律『パンとビールの公定価格法』では、パン屋が販売するパンの重さを誤魔化していた場合に重い罰則が定められた。

### 由来
パンを1つ1つ全く同じ重さで焼くことは出来ないし、焼きたてのパンと時間が経ったパンでは、水分の蒸発によって重量が変わってしまう。そのため顧客からパンの重さについて告発されることを恐れたパン屋は、1ダース(12個)を購入した客に対して、1個おまけをして13個（あるいは2個おまけして14個）で販売するようになった。

### 反論
上記の説に対しては、以下のような疑問点もある。
- パンの重量検査はダース単位ではなく1個単位で行われていた。
- 「パン屋の1ダース」単位の取引が一般消費者ではなく小売商に対して行われていた記録が残されている。

このことから、パンとビールの基準法は重量の統制は直接関係していないとする説がある。新オックスフォード米語辞典2005年版ではこちらの説を採用し、「小売商の余得となるようパン屋の慣習から」と記載している。

## フィクションでの引用
- 『ナボコフの1ダース』 - ウラジーミル・ナボコフの短編集。パン屋の1ダースをもじっている通り13編収録されている。
- 『風にのってきたメアリー・ポピンズ』 - 作中で、ジンジャーブレッドを12個（1ダース）買おうとした時に、「パン屋の1ダースにしよう」と13個買うシーンがある。
- 『長距離ランナーの孤独』 - 盗みの嫌疑をかけられたときに、「証人だっているぜ。おふくろで1人、お袋の彼氏でもう1人。2人いれば十分じゃないのかい? 1ダースだって探してやるさ、盗みに入られたのがパン屋なら13人だって」というジョークで返す場面がある。
- 『WXIII 機動警察パトレイバー 』 - 劇中に出てくる怪物“廃棄物13号”のコードネームの1つが「ベイカーズダズン」。